# Pawel Wladimirowitsch Tregubow
Pawel Wladimirowitsch Tregubow (russisch Павел Владимирович Трегубов; * 21. Dezember 1971 in Krasnodar, Russische SFSR, Sowjetunion) ist ein russisch-französischer Schachmeister.

## Leben
Im Jahr 2000 wurde in Saint-Vincent die erste Europameisterschaft ausgetragen. Nach 11 Runden mit 120 Teilnehmern wurde Pawel Tregubow vor Aljaksej Aljaksandrau und Tomasz Markowski erster Europameister.
Tregubow siegte oder belegte vordere Plätze in mehreren Turnieren: 2. Platz beim Turnier in Aluschta (1993), 3. Platz beim Turnier in Cetinje (1996), 1. Platz beim Turnier in Krasnodar gemeinsam mit Sergei Dolmatow und Sergei Rubljowski (1997), 1. Platz beim Turnier in Krasnodar (1998), 1. Platz beim Turnier in Krasnodar gemeinsam mit Maxim Sorokin (1999) und 1. Platz beim Turnier in Krasnodar (2001).
Beim Schach-Weltpokal 2009 schied er in der ersten Runde nach Gleichstand und anschließenden etlichen Blitzschachpartien mit 7 zu 9 gegen Varuzhan Akobian aus.
Seit 1993 ist er Internationaler Meister, seit 1994 trägt er den Großmeister-Titel und seit 2012 zusätzlich den Titel FIDE Senior Trainer.
Tregubow war Vorstandsmitglied des Verbandes Association of Chess Professionals. Seit 2015 ist Tregubow mit Alexandra Kostenjuk verheiratet, die ebenfalls den Großmeister-Titel trägt.

## Vereine

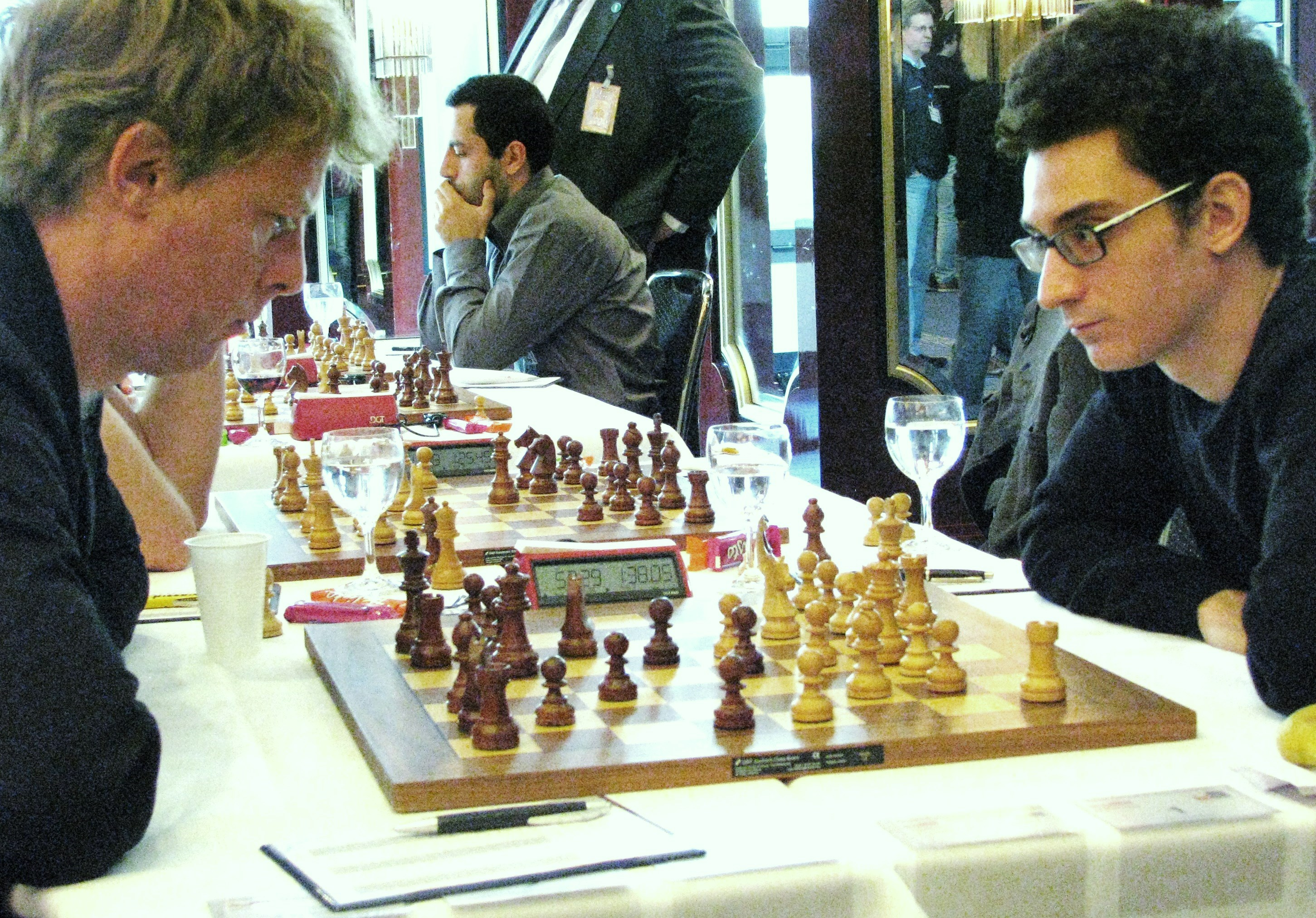
Tregubow (li.), Fabiano Caruana (re.) und Hrant Melkumjan bei der Bundesliga-Finalrunde 2017 in Berlin

In der russischen Mannschaftsmeisterschaft spielte Tregubow 1994 für Ladja Asow, 1998, 2000 und 2002 für die Universität Maikop, 1999 für den Meister Chimik Beloretschensk, 2005 und 2006 für Yunilain Samara, 2007 und 2008 für Schatar Burjatien, 2009 für TPS Saransk, seit 2012 spielt er für die Universität Beloretschensk.
In der deutschen 1. Bundesliga spielt er seit 2005 für den SV Mülheim-Nord, die niederländische Meesterklasse gewann er 2001 mit Ordina/De Variant Breda.
In Frankreich spielt Tregubow für Clichy-Echecs-92, mit denen er 2007, 2008, 2012, 2013, 2014, 2016 und 2017 französischer Mannschaftsmeister wurde, in Belgien spielt er seit 2013 für die Mannschaft von Cercle d’Échecs Fontainois, mit der er 2019 Meister wurde.
Tregubow nahm neunmal am European Club Cup teil, und zwar 1999 mit Chimik Beloretschensk, 2000 mit der Universität Maikop, 2002 mit Norilski Nikel Norilsk, 2003, 2006, 2007, 2008 und 2013 mit Clichy-Echecs-92 und 2014 mit dem SV Mülheim-Nord. In der Mannschaftswertung war sein größter Erfolg der zweite Platz 2002, in der Einzelwertung erreichte er 2006 am vierten Brett das beste Ergebnis, 2002 am fünften Brett das zweitbeste Ergebnis und 2007 am vierten Brett das drittbeste Ergebnis.